# 地震保険に関する法律
地震保険に関する法律（じしんほけんにかんするほうりつ、昭和41年5月18日法律第73号）は、地震保険の定義や政府による再保険、地震保険審査会の設置に関する日本の法律である。地震保険法とも。
1966年（昭和41年）5月18日に公布された。

## 概要
本法律では、主に以下が定められている。
1. 地震等による被災者の生活の安定に寄与するため、次の要件を備える地震保険を保険会社が引き受けた場合に、政府は再保険を行なうことができる。
  1. 居住の用に供する建物または生活用動産のみを保険の目的とすること。
  2. 地震もしくは噴火またはこれらによる津波を原因とする火災、損壞、埋没、または流失による損害のみをてん補すること。
  3. 特定の損害保険契約に附帯して引き受けること。
  4. 保険金額は、附帯される損害保険契約の保険金額の30/100から50/100までに相当する金額を原則とすること。
2. 財務省に地震保険審査会を置き、政府の再保険に関する事項についての保険会社の不服申立に対する審査を行なうほか、財務大臣の諮問に応じ、大災害時の損害額の認定および保険金の削除に関する事項について審議する。
3. 保険会社の地震保険事業に関する共同行為は、独占禁止法の適用を除外する。

## 沿革
- 1966年（昭和41年）
  - 2月15日 - 法案提出を閣議決定[2]
  - 2月17日 - 内閣が衆議院へ法案提出、衆議院大蔵委員会付託[3]
  - 4月26日 - 衆議院大蔵委員会修正可決[3]
  - 4月28日 - 衆議院本会議修正可決、参議院送付、参議院大蔵委員会付託[3]
  - 5月10日 - 参議院大蔵委員会可決[3]
  - 5月11日 - 国会（参議院本会議）可決[3]
  - 5月18日 - 公布
- 1980年（昭和55年）7月1日 - てん補される損害の範囲を拡大および、大規模地震対策特別措置法に基づく警戒宣言発令時は原則締結不可とする改正を行う[4]。